# História do Campeonato Brasileiro de Futebol
A história do Campeonato Brasileiro de Futebol possui como antecedentes o Campeonato Brasileiro de Clubes Campeões de 1920 e o Campeonato Brasileiro de Seleções Estaduais (1922 a 1962; 1987), frutos da era amadora da CBD, instituição precursora da CBF. Em 1937, é organizada a primeira disputa de clubes profissionais de relevância nacional, o Torneio dos Campeões da FBF, reconhecido pela CBF, em 2023, como primeira edição do Campeonato Brasileiro. Em 1959, sob o nome Taça Brasil, é efetivado o principal evento de clubes do país, disputado anualmente desde então. O Brasileirão ainda receberia outros nomes: Torneio Roberto Gomes Pedrosa, Taça de Prata, Campeonato Nacional de Clubes, Copa Brasil, Taça de Ouro, "Copa União" (nome fantasia) e, a partir de 1989, Campeonato Brasileiro de Futebol, nomenclatura esta que é utilizada daí em diante, exceto em 2000, quando foi denominado de Copa João Havelange.

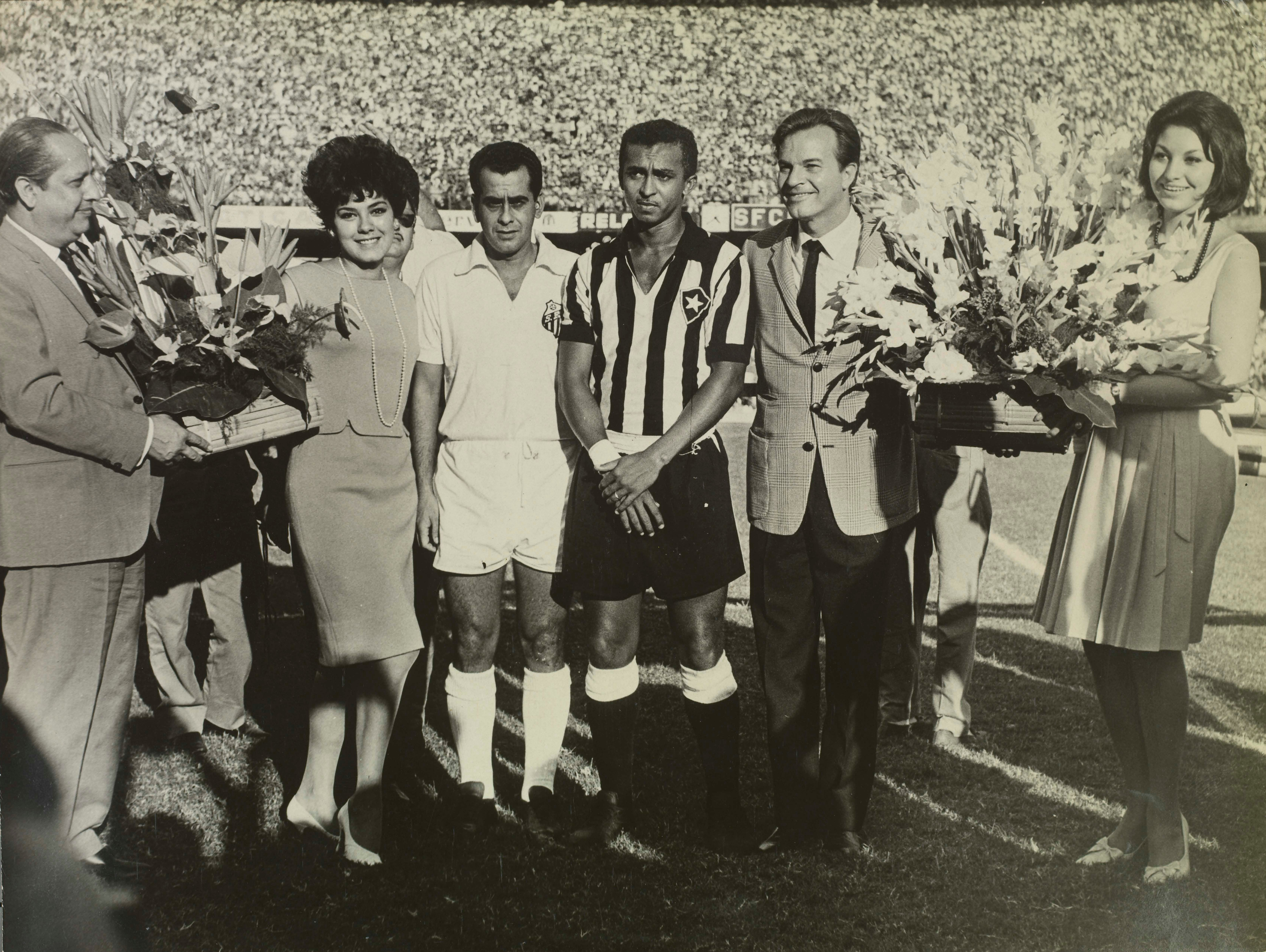
Santos e Botafogo antes de partida pelo Torneio Rio-São Paulo de 1963, com nada menos do que 12 campeões da Copa do Mundo de 1962, em campo.

Até o ano de 1959, quando foi criada a Taça Brasil, ao contrário dos demais países sul-americanos com tradição no futebol, o Brasil era o único a não ter uma competição nacional de clubes efetiva para definir o seu campeão. Apesar da competição ter sido instituída em 1954 pela Confederação Brasileira de Desportos (CBD, entidade responsável pelo futebol nacional na época e precursora da atual CBF), com a finalidade de apontar o clube campeão brasileiro da temporada e, de ter seu regulamento definido no ano seguinte, a primeira edição da Taça Brasil não pôde ocorrer em 1955, como o planejado, devido o calendário do futebol nacional entre 1955 e 1958 já está aprovado e não podendo sofrer alterações por causa da Copa do Mundo de 1958; sendo assim, ficou definido naquela época para o certame começar somente em 1959. Entretanto, devido as dificuldades financeiras e de transporte da época, esta competição só contemplava as equipes campeãs estaduais, além de seu campeão do ano anterior. 

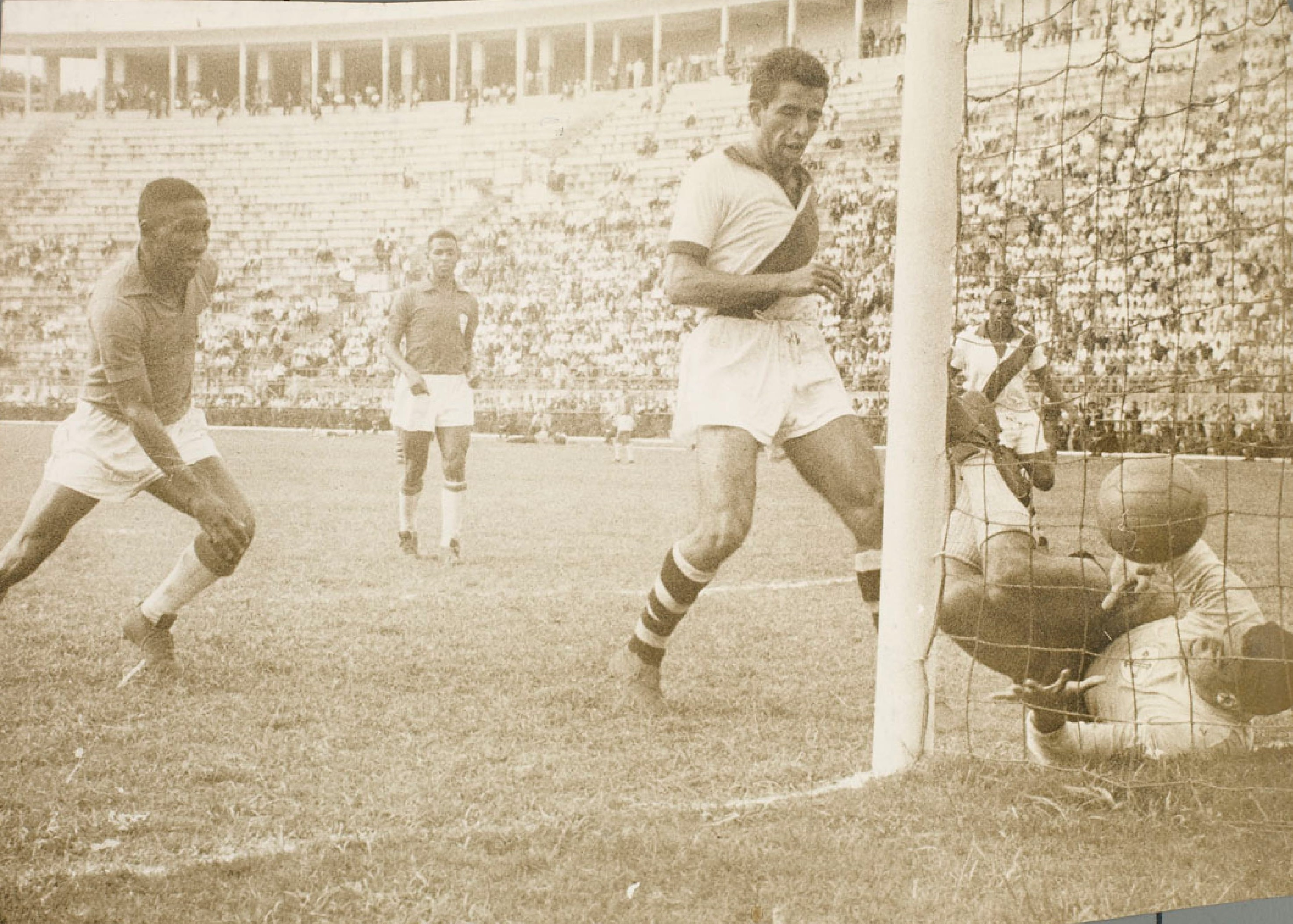
Palmeiras, de Djalma Santos versus Vasco, de Vavá, pelo Rio-São Paulo de 1955, embrião do campeonato brasileiro.

Paralelamente, ocorria o Torneio Rio-São Paulo, que em sua fase de regularidade prosseguiu por 17 edições seguidas de 1950 a 1966, contando com os principais jogadores do país na época. Em 1967, o Torneio Rio-São Paulo, sob a organização das federações Paulista e Carioca, foi expandido para incluir equipes do Rio Grande do Sul, Minas Gerais e Paraná, ficando popularmente conhecido como Robertão, já que o próprio Torneio Rio São-Paulo tinha o nome oficial de Torneio Roberto Gomes Pedrosa,com a ampliação que ocorreu a partir de 1967 este torneio passou a ser considerado uma competição nacional e, tornou-se o primeiro campeonato a englobar os principais clubes do país. Em 1968, a CBD assume a organização deste certame e passa a denomina-lo oficialmente de Taça de Prata. Em 1971, a CBD inicia um novo torneio, o Campeonato Nacional de Clubes. Porém, desta vez, ao contrário do Torneio Roberto Gomes Pedrosa em relação a Taça Brasil, não houve mudanças significativas entre a nova competição com a antiga e, mesmo com o surgimento do Campeonato Nacional de Clubes, a entidade máxima do futebol brasileiro permaneceu considerando a edição de 1967, do Torneio Roberto Gomes Pedrosa, como sendo o início do atual Campeonato Brasileiro, pois em seus boletins oficiais entre 1971 e 1975, a CBD colocava as edições do Torneio Roberto Gomes Pedrosa/Taça de Prata em igualdade de condições com as edições posteriores do Campeonato Brasileiro, apenas mantendo os nomes próprios. No entanto, a entidade exclui esta informação a partir do boletim de 1976, e passa a considerar a edição de 1971 como sendo o primeiro Campeonato Brasileiro. Em 2010, a CBF decide unificar os títulos brasileiros anteriores a 1971, e passou a considerar, na época, a Taça Brasil de 1959 como sendo a primeira edição do Brasileirão. Em 2023, a CBF reconheceu o Torneio dos Campeões de 1937 como primeira edição do Campeonato Brasileiro, tendo o posto de "primeiro campeão brasileiro" voltado a ser do Atlético Mineiro.
Em 2000, não houve Campeonato Brasileiro oficialmente, mas o torneio organizado pelo Clube dos 13 disputado naquele ano, chamado de Copa João Havelange, foi posteriormente reconhecido pela CBF como substituto equivalente ao Campeonato Brasileiro.
A partir de 2003, o campeonato adotou o sistema de pontos corridos e, desde então, com essa mudança no sistema de disputa, não existe mais o conceito de jogo final. O torneio é organizado, desde 1980, pela CBF e dá acesso ao seu campeão, vice, terceiro, quarto, quinto e sexto colocados à Copa Libertadores da América. O Palmeiras é o maior campeão brasileiro com dez títulos. Apenas quatro clubes, em seis ocasiões, conseguiram sagrar-se campeões brasileiros invictos: Palmeiras em 1960; Santos em 1963, 1964 e 1965; Cruzeiro em 1966 (quando o Campeonato Brasileiro ainda era disputado em sistema eliminatório) e Internacional em 1979 (na época em que era adotado sistemas mistos). Desde que o certame passou a ser disputado no sistema de pontos corridos, nenhum clube conseguiu ser campeão invicto. Em 1977, tanto o vice-campeão (Atlético Mineiro) quanto o quinto colocado (Botafogo) terminaram o campeonato sem derrotas, mas o campeão naquela temporada foi o São Paulo. O Grêmio é o clube que mais participou da divisão principal do Campeonato Brasileiro, de todas as 62 edições disputadas entre 1959 e 2018, a equipe só não competiu em três. E, o Cruzeiro é o detentor do maior número de participação consecutiva, entre 1966 e 2018, o clube participou de todas as 55 edições disputadas.
Uma das características do Campeonato Brasileiro foi a falta de uma padronização no sistema de disputa, que mudava a cada ano, assim como as regras e o número de participantes. Após ter sido aprovado no Congresso Nacional o "Código do Torcedor", a CBF fez um planejamento que visava organizar o confuso calendário do futebol nacional. Reduziu o tempo disponível para as competições estaduais e adotou o sistema de turno e returno como forma de disputa. Como esse sistema exige muito tempo do calendário, também foi reduzido o número de competidores em 2004, que eram 24, para 22 em 2005 e 20 em 2006, tanto na Série A (Primeira Divisão) como na Série B (Segunda Divisão). Para a Série C, a partir de 2009, com a criação da Série D, o número de clubes igualou-se aos das Séries A e B, embora com formato de disputa distinto. Já a Série D conta com 40 clubes, adotando o sistema de eliminatórias regionais e depois "mata-mata" até as últimas fases, para que times pequenos e com baixo orçamento tenham chance de competir. O ranking da IFFHS de 2012 apontou que o Brasileirão é o segundo melhor campeonato de futebol do mundo, superado apenas pelo Campeonato Espanhol.

## Polêmicas

### Campeonato Brasileiro de 1974
Cruzeiro e Vasco empataram em número de pontos, o que levaria a um jogo-desempate. O Cruzeiro tinha tido campanha melhor, então o jogo seria no Mineirão. Porém, um dirigente do time mineiro invadira o campo de jogo durante uma partida, o mando de campo foi invertido e o jogo foi realizado no Maracanã. Em uma arbitragem polêmica, o juiz Armando Marques anula dois gols, um do Vasco e outro do Cruzeiro.

### Campeonato Brasileiro de 1977
O São Paulo é campeão, porém o Atlético Mineiro termina o campeonato invicto e com 10 pontos a mais que o campeão, numa época em que a vitória valia dois pontos. Reinaldo, o artilheiro do campeonato com 28 gols, teve todo o campeonato para cumprir a suspensão mas a CBF o puniu no jogo final. Na mesma partida, Chicão, jogador do São Paulo, pisou em Ângelo, que tinha recebido uma entrada desleal de Neca.

### Campeonato Brasileiro de 1979
Devido ao confuso e inchado calendário daquele ano, clubes tradicionais de São Paulo como Corinthians, Portuguesa, Santos e São Paulo requerem à CBF que entrem apenas nas fases finais do torneio. Com a recusa da entidade, abdicam da disputa do torneio, participando apenas do Campeonato Paulista. Este ano também contou com um número recorde de 94 participantes, e por consequência, com um regulamento extremamente confuso. O Internacional se consagrou nessa edição como o único campeão invicto da época em que o brasileirão adotava sistemas mistos. Anteriormente quando o campeonato usava sistemas eliminatórios, o Palmeiras em 1960, o Santos em 1963, 1964 e 1965 e o Cruzeiro em 1966 também levantaram a taça sem conhecer derrotas.

### Campeonato Brasileiro de 1981
Botafogo e São Paulo se enfrentam na segunda semifinal do Campeonato Brasileiro, no Morumbi. O Botafogo já havia vencido o primeiro jogo no Maracanã por 1 x 0, e no Morumbi chega a abrir 2 x 0 ainda no primeiro tempo. O São Paulo diminui, com um gol de pênalti  convertido por Serginho. No intervalo, seguranças do São Paulo cercam em tom de ameaça o árbitro Bráulio Zannoto, que estaria favorecendo o time carioca. No segundo tempo, o São Paulo conseguiu virar a partida para 3 x 2.

### Campeonato Brasileiro de 1983
Os oito primeiros colocados do campeonato paulista disputavam a primeira divisão, a Taça de Ouro. O Santos termina em nono o estadual, mas a CBF convida o clube da baixada para a disputa. O Santos terminaria vice-campeão, sendo derrotado pelo Flamengo por 3 x 0 na finalíssima, no Maracanã.

### Campeonato Brasileiro de 1986
Botafogo não atinge o índice da Taça de Ouro, mas continua na primeira divisão.

### Campeonato Brasileiro de 1991
Os quatro primeiros colocados; Bragantino, São Paulo, Atlético Mineiro e Corinthians disputariam as semifinais. Mas às vésperas de começarem as partidas, a CBF resolveu que o Fluminense ganharia os pontos de vitória da partida contra o Botafogo que foi interrompida em 0 x 0 após invasão da torcida do Botafogo. Com isso o time carioca passa a frente do Corinthians e disputa a semifinal contra o Bragantino, sendo eliminado pelo clube do interior paulista.

### Campeonato Brasileiro de 1993
A CBF é pressionada pelo Clube dos 13 e "reorganiza" o Campeonato e promove de uma vez 12 clubes aumentando o número de times de 20 em 1992 para 32 em 1993. A razão foi que o Grêmio havia terminado a série B de 1992 em 9º, permanecendo mais um ano na segunda divisão. Nesse mesmo ano o Clube dos 13 faz com que a CBF proteja do rebaixamento 16 times, ou seja, mesmo que fossem os últimos colocados não poderiam cair. Os times foram divididos em 4 grupos. Dois grupos principais e 2 coadjuvantes. Antes do campeonato começar foi decidido que nenhum clube do grupo principal iria ser rebaixado. Mas outros 5 clubes que não eram protegidos são obrigados à caírem mesmo sem ocuparem as oito últimas posições.

### Campeonato Brasileiro de 1995
O primeiro jogo da grande final entre Botafogo x Santos foi no Maracanã e o resultado foi 2 x 1 para o time carioca.
Já a última partida da final entre Santos x Botafogo, no Pacaembu, começou com gol carioca, de Túlio Maravilha - impedido, conforme pôde ser constatado pelo videotape do lance, mas o árbitro Márcio Rezende de Freitas validou o gol. O alvinegro paulista empatou o jogo no início do segundo tempo, em um lance também irregular, onde o juiz também validou o gol. Todavia, um gol do Santos foi mal anulado por Márcio Rezende. O resultado acabou empatado em 1 a 1, mas deveria ter terminado em 1 a 0 para o Santos, resultado esse que daria o título ao peixe.

### Campeonato Brasileiro de 1996
Após o fim do Brasileiro deste ano, Bragantino e Fluminense seriam rebaixados, mas em 1997 surge detalhes de um esquema de favorecimento de alguns clubes (Corinthians e Atlético Paranaense) pelos árbitros. Mas, antes mesmo de alguma conclusão sobre isso, a CBF "rasga" o regulamento, deixa Corinthians e Atlético Paranaense impunes e mantém o Tricolor Carioca (que seria rebaixado) na 1ª divisão, sem punir devidamente os times envolvidos no escândalo, mais uma vez acobertando irregularidades.
Álvaro Barcelos, então presidente do Fluminense, chegou a estourar uma garrafa de champanhe ao saber que o time permaneceria na Série A.

### Campeonato Brasileiro de 1999
Adicionando mais problemas ao já confuso sistema de rebaixamento, que realizava uma média com a pontuação do ano anterior, o Botafogo ganha pontos no STJD e passa a frente do Gama devido a escândalos com o jogador Sandro Hiroshi, do São Paulo, que havia falsificado a idade. Em vez de retirar 5 pontos por jogo em que escalou o jogador de forma irregular, a CBF optou apenas por dar aos adversários do São Paulo os pontos da partida. A atitude política rebaixou o Gama, clube do Distrito Federal, no lugar do Botafogo, bem como manteve o clube paulista classificado para a segunda fase, prejudicando o Atlético-PR, que foi a primeira equipe dentre as que não se classificaram para a segunda fase.

### Campeonato Brasileiro de 2000
O Gama, rebaixado devido à decisão da justiça desportiva, processou a CBF para não cair, impedindo a confederação de organizar o campeonato, já que a FIFA veta qualquer influência da justiça comum no esporte. O Campeonato Brasileiro, que se chamou "Copa João Havelange", acabou organizado pelo Clube dos 13 (C13) com apenas uma divisão, mas com os clubes divididos em vários módulos.
Sem as tradicionais Divisões, o Campeonato tratava-se de um campeonato dividido em módulos, em distribuição controversa feita pelo Clube dos 13.
Pelo Módulo Azul jogaram as equipes que já estariam na Série A normalmente, além de: Santa Cruz e Goiás (que ascenderam à Série A ao final de 1999); Botafogo (que não desceu para a Série B por decisão do STJD, caso Sandro Hiroshi); Gama e Juventude (que desceriam para a Série B de 2000, sendo que o time candango não seria rebaixado pelos resultados em campo); Fluminense (campeão da Série C de 1999; sem a João Havelange, jogaria Série B em 2000); Bahia e América-MG (que jogaram a Série B em 1999; sem a João Havelange, jogariam a Série B em 2000).
Um ponto de discórdia é que Paraná Clube e Botafogo de Ribeirão Preto, rebaixados em 1999, jogaram no Módulo Amarelo, diferentemente de Gama e Juventude. Neste módulo encontravam-se os times da antiga série B.
Pelos módulos Verde e Branco, que na prática correspondiam a um só módulo, jogaram os times da antiga Série C.
Dos 25 clubes do Azul, 12 jogaram o mata-mata; dos 36 do Amarelo, apenas 3 avançaram de fase; dos 45 do Verde e Branco, somente um. Portanto, os 116 times tinham chances de serem o campeão, razão pela qual este é considerado o maior Brasileirão da história.
Resolvidas as questões políticas e judiciais, tendo o Gama desistido do processo na Justiça comum,[carece de fontes?] a CBF oficializou o campeonato, enquanto o C13 lhe devolveu a organização no nacional seguinte.
Outra polêmica foi na final Vasco da Gama x São Caetano, quando a partida teve de ser paralisada, após a queda de um dos alambrados, onde dezenas de pessoas ficaram feridas. Na ocasião, foram colocados à venda 32.537 ingressos para a partida, realizada em São Januário, que tem capacidade para 40.000 pessoas. Aos vinte e três minutos de jogo, parte da grade de separação da arquibancada cedeu, tendo havido feridos. A partida foi interrompida e  houve a marcação de uma nova partida, para o dia 18 de Janeiro de 2001, na qual a equipe carioca venceu por 3 x 1, levando a taça.
Na nova volta da final, já em 2001, o Vasco jogou com o logo do SBT estampado na camisa. Ideia do dirigente vascaíno Eurico Miranda, que queria provocar a Rede Globo, por ficar insatisfeito com a cobertura da emissora no jogo da queda do alambrado.

### Campeonato Brasileiro de 2001
A CBF decidiu organizar o Campeonato Brasileiro de 2001 de acordo com os módulos da Copa João Havelange, isto é, mantiveram-se as promoções, já ocorridas em outras edições do campeonato, do módulo azul, resultando na viagem direta de Bahia da série B e Fluminense, campeão da Série C em 1999 para a série A. No entanto, três clubes ameaçaram entrar na justiça comum contra a CBF: São Caetano, Paraná Clube e Botafogo de Ribeirão Preto. 
Em comum entre São Caetano e Paraná, o fato de que foram finalistas do Módulo Amarelo e ganharam o direito de jogar o mata-mata (junto com o Clube do Remo, terceiro colocado do mesmo módulo, e Malutrom, campeão dos módulos Verde e Branco; estes dois jogaram a Série B de 2001), sendo que o time paulista tornou-se vice-campeão brasileiro. Paraná e Botafogo-SP (este último, eliminado nas oitavas do módulo Amarelo) compartilhavam o fato de serem rebaixados em 1999. Como Gama e Juventude também foram rebaixados na nunca efetivada "segunda tabela" do Brasileirão de 1999 (tabela pós-Caso Sandro Hiroshi), mas jogaram no Módulo Azul, que na prática correspondia ao primeiro nível nacional, Paraná e Botafogo também foram inclusos na Série A de 2001, por isonomia.
O município de São Caetano do Sul, por meio do prefeito Luiz Olinto Tortorello, entrou com uma Ação Civil Pública, fundada no Código de Defesa do Consumidor, para que o time local jogasse a primeira divisão. Pedido liminar foi deferido pelo Juízo da 4ª Vara Cível de São Caetano do Sul e acatado pela CBF.
Desta maneira, para evitar mais complicações, a Confederação Brasileira decidiu por promover os três também para a série A. Neste ano o Atlético-PR foi campeão em uma final contra o São Caetano-SP.
- Promovido da Série C de 1999 (campeão, já classificado para a Série B) para a Série A de 2001
  - Fluminense Football Club/RJ

- Promovidos da série B de 1999 para a Série A de 2001
  - América Futebol Clube
  - Associação Desportiva São Caetano/[23]
  - Esporte Clube Bahia

- Não rebaixados da série A de 1999
  - Juventude Esporte Clube
  - Paraná Clube
  - Sociedade Esportiva do Gama
  - Botafogo Futebol Clube

### Campeonato Brasileiro de 2004
A morte do zagueiro Serginho, do São Caetano, causou (em decisão controversa) a perda de 24 pontos do time do ABC paulista por "negligência", jogando o clube no "bolo" dos que escapavam do rebaixamento, engrossado pelos clubes cariocas. Mesmo com a redução na pontuação, o São Caetano ainda ficara em 18º e permanecera na série A.

### Campeonato Brasileiro de 2005
Máfia do Apito: o árbitro Edílson Pereira de Carvalho se aliou a investidores para garantir resultados para ganhar apostas virtuais e fora descoberto. A CBF pretendia divulgar a história para todos os clubes e tentar reunir-se para encontrar uma solução, no entanto, a revista Veja colocou em sua capa o episódio antes de qualquer pronunciamento oficial, o que resultou em grande confusão por parte dos clubes.
Pressionados, a CBF e o STJD, Superior Tribunal de Justiça Desportiva, tiveram como decisão anular as 11 partidas apitadas por Edílson Pereira de Carvalho no Campeonato daquele ano, pois não era possível determinar até aonde fora a influência da arbitragem e com suspeita de que Edílson realizaria jogo duplo com grupos de apostadores, não se sabia para quem ele poderia ter favorecido. Assim, os clubes que disputaram as partidas anuladas foram convocados a realizá-las novamente respeitando o mando de campo anterior:
Partidas Remarcadas em 2005:
- 19 de Outubro: Vasco 1 - 0 Botafogo (0 - 1 na partida anulada)
- 19 de Outubro: Ponte Preta 2 - 0 São Paulo (1 - 0)
- 19 de Outubro: Paysandu 4 - 1 Cruzeiro (1 - 2)
- 19 de Outubro: Juventude 2 - 2 Figueirense (1 - 4)
- 12 de Outubro: Santos 2 - 3 Corinthians (4 - 2)
- 12 de Outubro: Vasco 3 - 3 Figueirense (2 - 1)
- 12 de Outubro: Cruzeiro 2 - 2 Botafogo (4 - 1)
- 12 de Outubro: Juventude 3 - 4 Fluminense (2 - 0)
- 28 de Outubro: Internacional 3 - 2 Coritiba (3 - 2)
- 24 de Outubro: São Paulo 1 - 1 Corinthians (3 - 2)
- 24 de Outubro: Fluminense 1 - 1 Brasiliense (3 - 0)

A imprensa ligou o resultado das anulações com o Campeão daquele ano, o Corinthians, pois a diferença de pontos entre os resultados fraudados por Edílson Pereira, de 4 pontos, foi a diferença para o Internacional, (que seria o legítimo campeão, caso os jogos não houvessem sido remarcados) assim como devido as supostas atividades ilegais do grupo MSI, do empresário iraniano Kia Joorabchian, que patrocinou o clube paulista naquele ano. No entanto, a suposta ligação jamais foi comprovada.
Em outra polêmica, no jogo Corinthians x Internacional, que pela 40ª rodada era determinante para o título, o atacante colorado Tinga foi derrubado na área pelo goleiro Fábio Costa. O árbitro Márcio Rezende de Freitas expulsou Tinga ao invés de dar pênalti para o Internacional. O jogo acabou empatado em 1 x 1, e Rezende, mais tarde, admitiu que errou em sua decisão. Por coincidência, aquela haveria de ser a última partida apitada por Rezende como árbitro profissional.

### Campeonato Brasileiro de 2013
Durante a última rodada, uma briga entre os torcedores de Vasco e Atlético-PR nas arquibancadas da Arena Joinville deixou quatro feridos, e acabou por interromper a partida de ambos por mais de uma hora. Depois do jogo, ambas as equipes foram punidas com perdas de mando de campo.
A classificação final rebaixaria o Fluminense. Porém o time carioca acabou salvo após o término do campeonato por um processo do STJD envolvendo a escalação irregular do jogador Héverton, da Portuguesa — que jogou na rodada final apesar de ter sido suspenso por duas partidas na antepenúltima rodada — que puniu a Lusa com a perda de 4 pontos, caindo da 12ª para a 17ª colocação na tabela de classificação e rebaixado para a Série B no lugar do Fluminense. Também por escalação irregular do jogador André Santos, o Flamengo foi punido com a perda dos mesmo 4 pontos e caiu da 11ª para a 16ª posição, uma acima da zona de rebaixamento.
Tanto Portuguesa quanto Flamengo recorreram da punição no pleno do STJD, mas com unanimidade dos oito auditores, foi mantido o resultado da primeira instância. Após o resultado negativo na instância desportiva, a Portuguesa recorreu a Justiça Comum onde obteve uma vitória em 2 de abril de 2014 que obrigava a CBF a devolver os pontos perdidos pela equipe, anulando o resultado do STJD, mas a CBF conseguiu cassar a liminar no Tribunal de Justiça de São Paulo.